# بیلزباب
بیلزباب نامی است مشتق شده از خدایی در فلسطین که پیشتر در عقرون مورد پرستش قرار می‌گرفت، و بعداً توسط برخی از ادیان ابراهیمی به عنوان یک اهریمن ارشد تصویب شد. نام بیلزباب با خدای کنعانی بعل مرتبط است.
در منابع الهیات، عمدتاً مسیحی، بیلزباب گاهی نام دیگری برای شیطان همانند سیتن است. او در دیوشناسی به عنوان یکی از هفت شاهزاده جهنم شناخته می‌شود. دیکشنری دوزخی بیلزباب را موجودی با توانایی پرواز، شناخته شده به عنوان "ارباب پروازیان" یا "سالار مگس‌ها" شرح داده است.